# Aggelos Tsolakīs
Aggelos Tsolakīs (in greco: Άγγελος Τσολάκης; 23 agosto 1969) è un ex calciatore cipriota, di ruolo attaccante.

## Carriera

### Club
Ha sempre militato nel massimo campionato cipriota, giocandovici per 12 stagioni con l'Apollon.

### Nazionale
Ha giocato 7 partite per la Nazionale cipriota tra il 1989 e il 1998.